# Rob Cerneüs
Rob Cerneüs (Amsterdam, 31 mei 1943 – aldaar, 22 januari 2021) was een Nederlandse beeldhouwer.

## Leven en werk
Cerneüs combineerde aanvankelijk zijn werk als leraar op een technische school met zijn activiteiten als beeldhouwer. Vanaf 1991 is hij fulltime als beeldhouwer werkzaam. Hij heeft een atelier in de Noord-Hollandse plaats Monnickendam. Diverse van zijn beelden bevinden zich in de publieke ruimte van Nederlandse plaatsen. In 1991 onthulde prinses Juliana bij het nieuwe kinder-AMC zijn beeldje moeder met kind. In 1996 werd zijn beeld van de accordeonist Johnny Meijer op de Elandsgracht in Amsterdam geplaatst. Eveneens aan de Elandsgracht staat sinds 2003 het standbeeld van Cerneüs voor de zwager van Meijer, Manke Nelis. In zijn woonplaats Monnickendam staat zijn beeld De palingroker.
Cerneüs maakt voor de stichting Cenootschap beelden getiteld "de Denker". Iedere twee jaar wordt een van deze beelden uitgereikt aan iemand die zich verdienstelijk heeft gemaakt voor de kunst. De burgemeester van Zaanstad, Ruud Vreeman, kreeg het beeld als eerste uitgereikt. In 2012 ontving de oud-directeur van de Hermitage, Ernst Veen, het beeld.
Van 2009 tot en met 2013 maakte Rob Cerneüs voor RTV Noord-Holland de kunstrubriek Uit de Kunst voor het programma Van Zuks Dus. Daarin ging hij samen met verslaggever Ron Flens langs bij kunstenaars, tentoonstellingen en musea. In 2011 wijdde RTV Noord-Holland een tweedelige documentaire aan Cerneüs en zijn werk.
Cerneüs is de vader van de beeldend kunstenaar Rob Cerneüs jr, broer van de beeldhouwer Willem Cerneüs en oom van de beeldhouwer John Cerneüs, die werkt onder de naam Fabian. Hij overleed in 2021 op 77-jarige leeftijd in het Academisch Medisch Centrum in Amsterdam aan de gevolgen van een herseninfarct.

## Beelden in de publieke ruimte (selectie)
- De Palingroker - Monnickendam, 1994
- De lasser - Waddinxveen, 1995
- Johnny Meijer - Amsterdam, 1996
- In Balans - Uithoorn, 1997
- Ursulinenzuster - Monnickendam, 1998
- Manke Nelis - Amsterdam, 2003
- De Visserman - Volendam, 2007
- De ratelaar - Amsterdam, 2007
- Reiger - Schagen
- De Monnick - Monnickendam, 2013

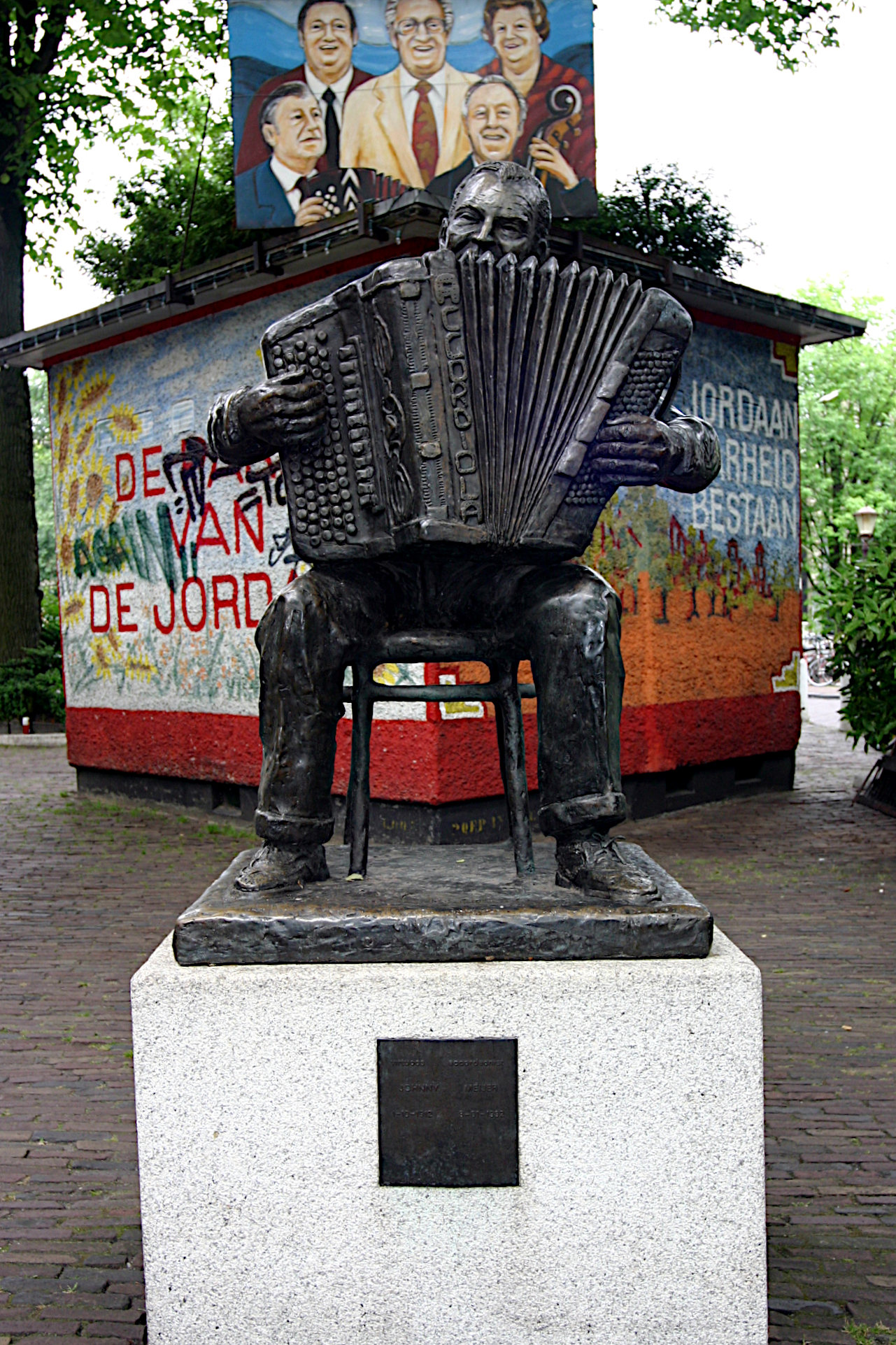
Johnny Meijer op de Elandsgracht in Amsterdam
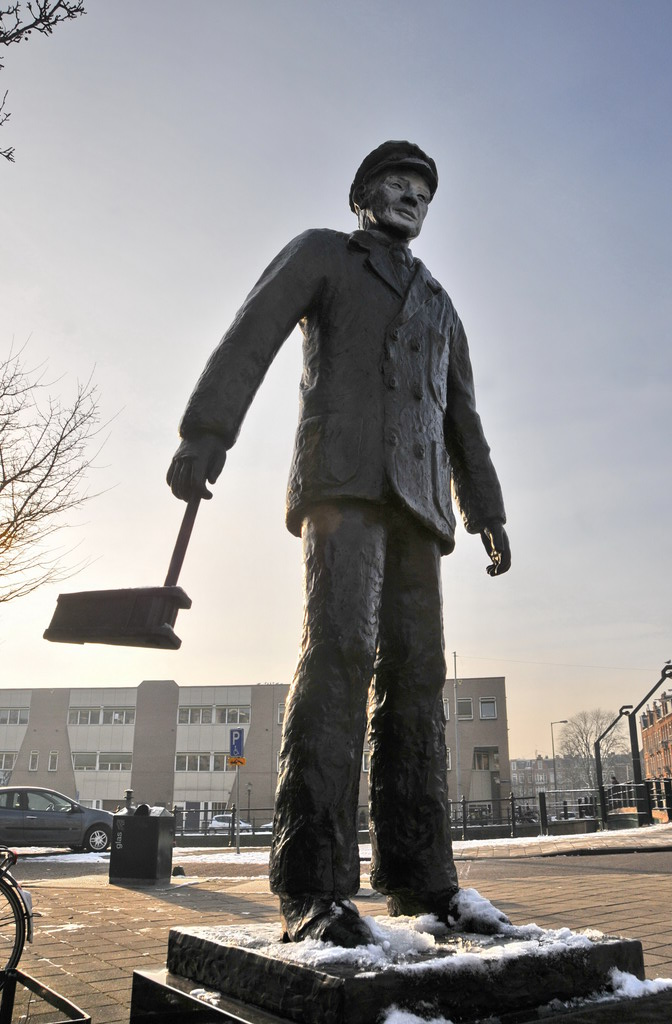
De ratelaar in Amsterdam
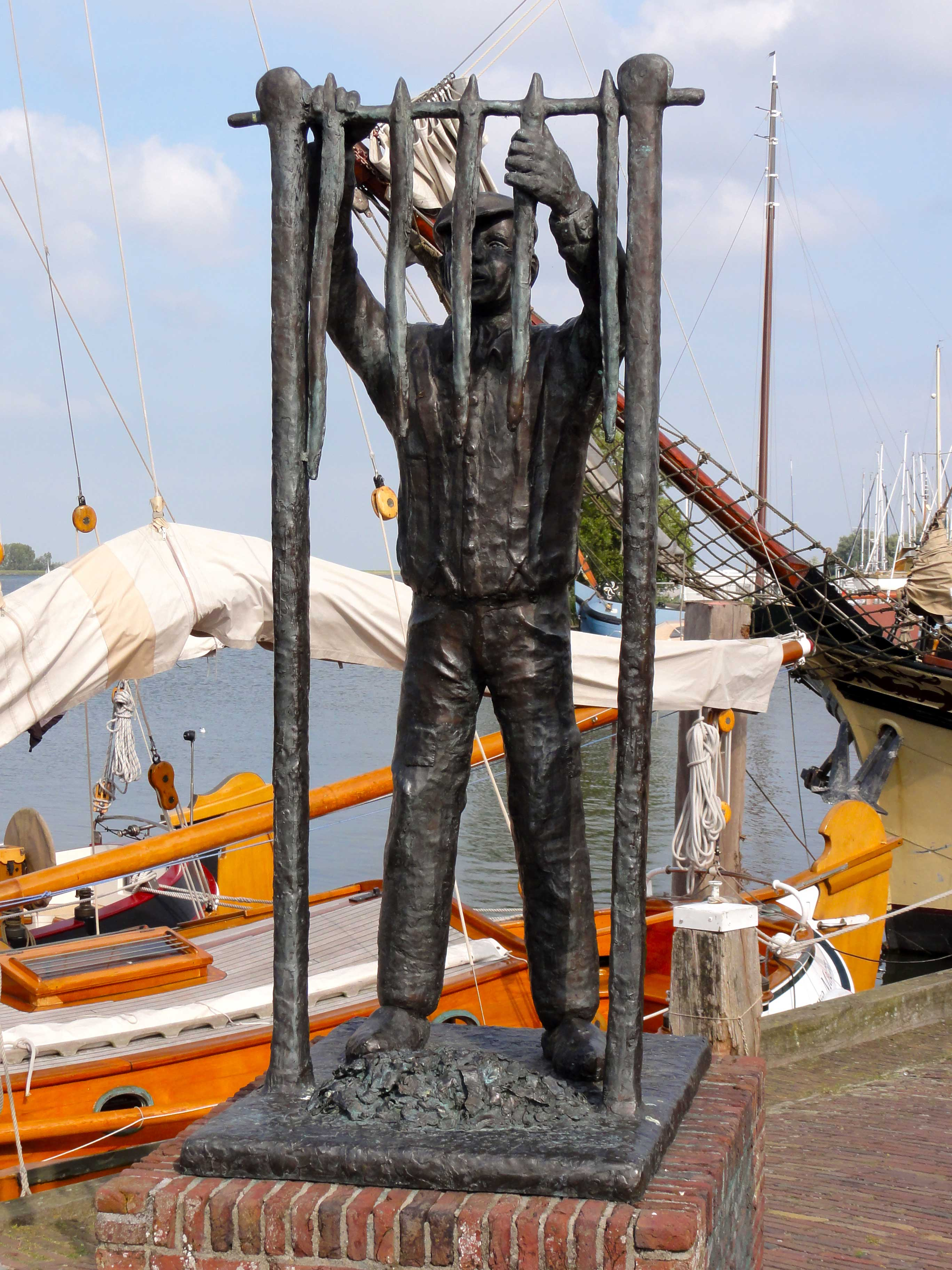
De palingroker in Monnickendam

- RKD-Nederlands Instituut voor Kunstgeschiedenis: 123410